# Hłuszkiwka
Hłuszkiwka (ukr. Глушківка) – wieś na Ukrainie, w obwodzie charkowskim, w rejonie kupiańskim. W 2001 liczyła 880 mieszkańców, spośród których 804 posługiwało się językiem ukraińskim, 72 rosyjskim, a 4 białoruskim.